# Calciatori dell'Association Sportive de Monaco Football Club
Tra i calciatori del Monaco di rilievo troviamo Manuel Amoros, Bernard Genghini, Yvon Le Roux, Bruno Bellone (vincitori del campionato europeo di calcio 1984 svolto in Francia), John Sivebæk (vincitore del campionato europeo di calcio 1992 svolto in Svezia), David Trezeguet, Fabien Barthez (vincitori del campionato europeo di calcio 2000 svolto in Belgio e Paesi Bassi, oltreché il campionato mondiale di calcio 1998, svolto in Francia, vinto anche da Thierry Henry), il nigeriano Victor Ikpeba (vincitore delle Coppa delle nazioni africane 1994 e le olimpiadi del 1996) ed infine l'ivoriano Lacina Traoré (vincitore delle Coppa delle nazioni africane 2015). Da citare anche Jean-Luc Ettori, portiere con più presenze con il club del principatino con 755 ed il secondo nel campionato francese, a seguire nelle presenze troviamo Claude Puel, con 602 presenze.
Tra i giocatori non francesi ad aver vestito la maglia del Monaco si segnalano: il monegasco Armand Forcherio, gli argentini Guido Carrillo e Delio Onnis, detentore del record di gol nella massima divisione francese, il nigeriano Victor Ikpeba, il conghese Shabani Nonda, i brasiliani Sonny Anderson e Fabinho, il liberiano George Weah, vincitore del Pallone d'oro nel (1995), gli italiani Flavio Roma, Andrea Raggi e Stephan El Shaarawy, il ceco Jaroslav Plašil, il togolese Emmanuel Adebayor, il camerunese Nicolas N'Koulou, il sudcoreano Park Chu-Young, i croati Dario Šimić, Danijel Subašić e Mario Pašalić, l'islandese Eiður Guðjohnsen, i portoghesi Ricardo Carvalho, João Moutinho e Fábio Coentrão, i colombiani Radamel Falcao e James Rodríguez, il bulgaro Dimităr Berbatov, il belga Yannick Ferreira Carrasco, gli olandesi Nacer Barazite, cannoniere dell'Europa league 2012, e Maarten Stekelenburg.

## Record

### Presenze in partite ufficiali
| Totali - Jean-Luc Ettori 755 - Claude Puel 602 - Jean Petit 428 - Manuel Amoros 349 - Christian Dalger 334 - Marcel Dib 326 - François Ludo 319 - Luc Sonor 315 - Michel Hidalgo 304 - Armand Forcherio 303        | Ligue 1/Division 1 - Jean-Luc Ettori 602 - Claude Puel 486 - Michel Hidalgo 369 - Jean Petit 362 - Marcel Dib 325 - Manuel Amoros 287 - François Ludo 281 - Christian Dalger 280 - Alfred Vitalis 279 - Luc Sonor 247 |
| Coupe de France - Jean-Luc Ettori 92 - Claude Puel 65 - Jean Petit 53 - Manuel Amoros 48 - Georges Thomas 43 - Alfred Vitalis 42 - Christian Dalger 41 - Dominique Bijotat 36 - Karimou Djibrill 35 Delio Onnis 35 | Trophée des champions - Raymond Kaelbel 2 Henri Biancheri 2 Lucien Cossou 2 Costinha 2 Philippe Léonard 2 - Henri Alberto 1 Stéphane Porato 1 Ludovic Giuly 1 Willy Sagnol 1 Jean-Luc Ettori 1                        |
| Competizioni europee - Jean-Luc Ettori 60 - Claude Puel 49 - Emmanuel Petit 37 - Ludovic Giuly 31 Fabien Barthez 31 - Patrice Evra 29 - Gaël Givet 28 - George Weah 26 - Thierry Henry 24 Flavio Roma 24           | |

1. ↑  Sono compresi i dati relativi alla Supercoppa Europea, alla Coppa Intercontinentale e al Mondiale per club.

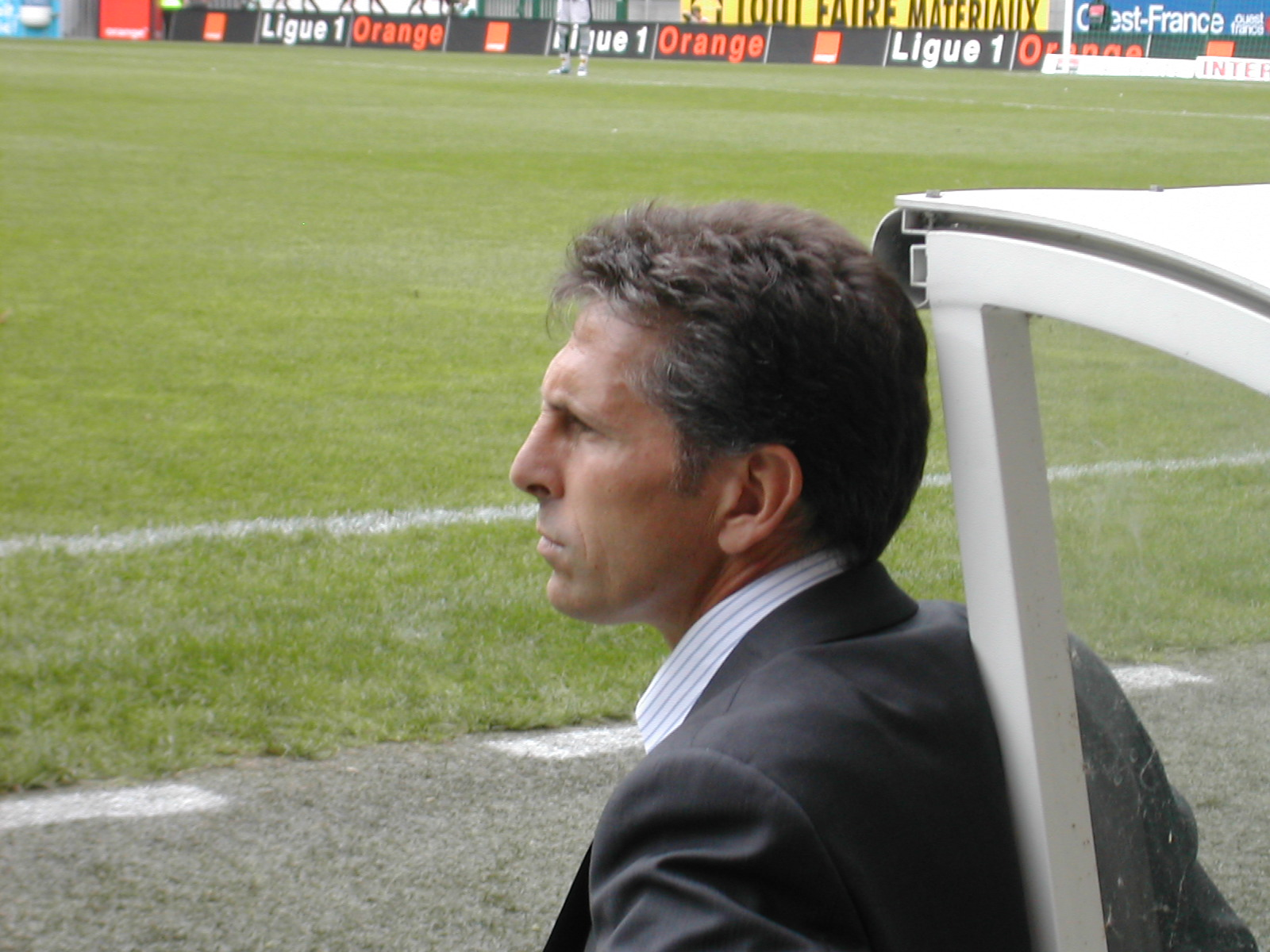
Claude Puel

N.B.: Nella tabella con le presenze totali sono conteggiate partite in competizioni non riconosciute dalla UEFA o ad essa precedenti.
Aggiornato al 17 agosto 2014.

### Marcature in partite ufficiali
| Totali - Delio Onnis 223 - Lucien Cossou 115 - Christian Dalger 89 - Victor Ikpeba 77 - Yvon Douis 74 - Youri Djorkaeff 68 - Shabani Nonda 67 Sonny Anderson 67 - George Weah 66 Ludovic Giuly 66        | Campionato - Delio Onnis 157 - Lucien Cossou 97 - Christian Dalger 79 - Yvon Douis 62 - Youri Djorkaeff 59 - Shabani Nonda 57 - Bruno Bellone 56 - Victor Ikpeba 55 - David Trezeguet 52 - Ludovic Giuly 51 |

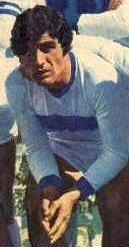
Delio Onnis, uno dei giocatori più rappresentativi nella storia del Monaco. Inoltre è il più prolifico attaccante nella storia del campionato francese di massima divisione

| Coupe de France - Delio Onnis 30 - Ludovic Giuly 8 - Lucien Cossou 7 Christian Dalger 7 George Weah 7 - Djamel Bakar 4 - Serge Gakpé 3 Dimităr Berbatov 3 Yannick Ferreira Carrasco 3 Youri Djorkaeff 3  | Trophée des champions - Karimou Djibrill 2 Japhet N'Doram 2 - Oscar Cobas 1 Frédéric Christen 1 Fabien Lefèvre 1 Victor Ikpeba 1 David Trezeguet 1                                                          |
| Competizioni europee - Victor Ikpeba 14 - George Weah 12 Marco Simone 12 - Fernando Morientes 9 - Ludovic Giuly 8 David Trezeguet 8 Thierry Henry 8 - Delio Onnis 6 - Youri Djorkaeff 5 Sonny Anderson 5 | |

Aggiornato al 17 agosto 2014.

### Capocannonieri per singola stagione

#### In competizioni nazionali
Fino ad oggi, sono 4 i giocatori che hanno vinto la classifica dei marcatori del campionato di Ligue 1 quando vestivano la maglia del Monaco.
Il miglior marcatore del Monaco in un campionato a girone unico fu Delio Onnis nel 1974-1975 (30 reti).
- Delio Onnis: 30 reti (1974-1975)
- Delio Onnis: 21 reti (1979-1980)
- Youri Djorkaeff: 20 reti (1993-1994)
- Sonny Anderson: 21 reti (1995-1996)
- Shabani Nonda: 26 reti (2002-2003)

Fonte: (FR) Giocatori: Capocannonieri della Ligue 1, su lfp.fr.

#### In competizioni internazionali

##### Competizioni UEFA per club
1. Fernando Morientes: 9 (2003-2004)

Fonti: (EN) Giocatori: Capocannonieri della Coppa dei Campioni-Champions League, su rsssf.com, The Record Sport Soccer Statistics Foundation. URL consultato il 4 gennaio 2009.
(EN) Giocatori: Capocannonieri della Coppa delle Coppe, su rsssf.com, The Record Sport Soccer Statistics Foundation. URL consultato il 4/1/2009.
(EN) Giocatori: Capocannonieri della Coppa UEFA, su rsssf.com, The Record Sport Soccer Statistics Foundation. URL consultato il 4/1/2009. (Dati prendendo in considerazione la Coppa delle Fiere tra le competizioni internazionali per club ad eliminazione diretta in Europa).

### Altri record individuali
- Giocatore con il maggior numero di presenze con il Monaco
Jean-Luc Ettori, 755 match.
- Giocatore monegasco con il maggior numero di presenze con la Nazionale francese
Manuel Amoros, 61 partite ufficiali dal 1980 al 1989.
- Giocatore monegasco con il maggior numero di gol con la Nazionale francese
  - In assoluto: David Trezeguet: 7 reti.
  - Totale nelle Coppe del Mondo: Thierry Henry: 3 reti
- Giocatore col maggior numero di trofei ufficiali vinti con il club
Jean-Luc Ettori, 7 trofei.

## Calciatori premiati

### A livello nazionale
| Étoile d'or 1. Jean-Luc Ettori: 1990 2. Sonny Anderson: 1996 3. Fabien Barthez: 1998 4. Ludovic Giuly: 2003                       | Miglior giocatore della Ligue 1 1. Sonny Anderson: 1997 2. Marcelo Gallardo: 2000                                     |
| Miglior giovane della Ligue 1 1. Thierry Henry: 1997 2. David Trezeguet: 1998 3. Philippe Christanval: 2000 4. Patrice Evra: 2004 | Calciatore francese dell'anno 1. Yvon Douis: 1963 2. Marcel Artélésa: 1964 3. Jean Petit: 1978 4. Manuel Amoros: 1986 |

Nel presente articolo solo sono citati i calciatori vincitori di riconoscimenti calcistici durante la loro militanza nell'A.S. Monaco.

### A livello internazionale
| UEFA Club Football Awards Best Forward 1. Fernando Morientes: 2003-2004 | Calciatori vincitori di un mondiale e/o di un europeo 1. Manuel Amoros: Euro 1984 2. Daniel Bravo: Euro 1984 3. Bernard Genghini: Euro 1984 4. Yvon Le Roux: Euro 1984 5. Bruno Bellone: Euro 1984 6. John Sivebæk: Euro 1992 7. Thierry Henry: Mondiale 1998 8. David Trezeguet: Mondiale 1998 ed Euro 2000 9. Fabien Barthez: Mondiale 1998 ed Euro 2000 |
| Onze d'argent 1. Manuel Amoros: 1986                                    | Miglior portiere dell'anno IFFHS 1. Fabien Barthez: 1998 (2º posto); 1999 (6º posto) |
| Premio Bulgarelli Number 8 1. Yaya Touré: 2013                          | |

1. ↑  Trofeo istituito dall'Unione delle Federazioni Calcistiche Europee (UEFA) nel 1997 ai migliori calciatori ed allenatori attivi in Europa.
2. ↑  Trofeo istituito dall'Onze Mondial.
3. ↑  Trofeo istituito dall'Istituto Internazionale di Storia e Statistica del Calcio (IFFHS), organizzazione riconosciuta dalla FIFA, nel 1987 al miglior portiere a livello mondiale.

## Riconoscimenti
Sono qui riportati i nominativi dei calciatori militanti nell'Inter destinatari di riconoscimenti conferiti dagli organismi calcistici internazionali:

### Inserimenti in liste stagionali ed annuali
| UEFA Team of the Year | FIFPro World XI | ESM Team of the Year - Centrocampisti: 1. Ludovic Giuly: 2004 |

1. ↑  Elenco dei migliori undici calciatori componenti della squadra dell'anno a livello europeo stabilito dall'Unione delle Federazioni Calcistiche Europee (UEFA) attraverso un sondaggio virtuale dal 2001.
2. ↑  Elenco dei migliori undici calciatori componenti della squadra dell'anno a livello mondiale stabilito dalla Federazione Internazionale di Calciatori Professionisti (FIFPro) dal 2005.
3. ↑  Elenco dei migliori undici calciatori componenti della squadra dell'anno a livello mondiale stabilito dall'European Sports Magazines (ESM) dal 1994.

Nel presente articolo vengono solo citati i calciatori vincitori di riconoscimenti calcistici durante la loro militanza nell'FC Internazionale.

### Inserimenti in liste secolari
| FIFA 100 1. Thierry Henry 2. Lilian Thuram 3. David Trezeguet 4. George Weah 5. Jürgen Klinsmann 6. Roger Milla 7. Christian Vieri | Calciatori del XX secolo IFFHS - Calciatori: - A livello mondiale: 1. George Weah - - A livello africano: 1. George Weah 2. Roger Milla 3. Victor Ikpeba |
| World Soccer 100 Players of the Century 1. Jürgen Klinsmann 2. Roger Milla                                                         | 100 Craques do Século – Placar 1. George Weah 2. Jürgen Klinsmann 3. Roger Milla                                                                         |

1. ↑  Selezione degli 125 migliori calciatori viventi pubblicata dalla FIFA nel 2004 in occasione del suo 100esimo anniversario di fondazione istituzionale.
2. ↑  Classifica dei 50 migliori calciatori del XX secolo stilata nel 2000 dall'Istituto Internazionale di Storia e Statistica del Calcio (IFFHS), organizzazione riconosciuta dalla FIFA.
3. ↑  Classifica dei 100 migliori calciatori del XX secolo stilata dalla rivista inglese World Soccer nel dicembre 1999 in base ai voti espressi dai propri lettori.
4. ↑  Elenco dei 100 migliori calciatori del XX secolo stilato dalla rivista brasiliana Placar nel novembre 1999.

### Altri
- UEFA Golden Jubilee Poll[8][star 1]:
  - Top 250:

1984-1993
1. Jürgen Klinsmann
2. Vincenzo Scifo
3. Liam Brady

1994-2003
1. Christian Vieri

- L'Équipe Top 100 World Cup's Players[9]:

1. Roger Milla
2. Thierry Henry
3. Jürgen Klinsmann
4. Fabien Barthez
5. Lilian Thuram

1. ↑  Riconoscimento dell'Unione delle Federazioni Calcistiche Europee (UEFA) al migliore calciatore del periodo 1954-2003 per ciascuna delle sue 52 federazioni calcistiche all'epoca

### Liste
- Statistiche della Ligue 1#Giocatori plurivincitori
- Classifica di presenze in Ligue 1
- Classifica dei marcatori della Ligue 1
- Capocannonieri della Ligue 1
- Statistiche delle competizioni UEFA per club

### Premi e riconoscimenti
- FIFA 100
- UEFA Golden Players
- UEFA Golden Jubilee Poll
- UEFA Club Football Awards